# Zadraga
Zadraga (IPA: [zaˈdɾaːɡa]) è un insediamento (naselje) di 91 abitanti, della municipalità di Naklo nella regione statistica dell'Alta Carniola in Slovenia.